# Nyctemera ludekingii
Nyctemera ludekingii is een beervlinder uit de familie van de spinneruilen (Erebidae). De wetenschappelijke naam van de soort is voor het eerst geldig gepubliceerd in 1863 door Snellen van Vollenhoven.